# Der Staatsanwalt hat das Wort: Der Anruf kam zu spät
Der Anruf kam zu spät ist ein deutscher Fernsehfilm von Hans-Hartmut Krüger aus dem Jahr 1972. Das kriminologische Fernsehspiel erschien als 23. Folge der Filmreihe Der Staatsanwalt hat das Wort.

## Handlung
Der 17-jährige Peter lebt mit seinem Bruder bei der geschiedenen Mutter. Als der kontaktarme Junge dem Mädchen Karin begegnet, bemüht er sich in deren Freundeskreis aufgenommen zu werden. Nach dem Vorbild der Mutter glaubt er, durch die Beschaffung westlicher Konsumgüter zu imponieren. Das schlägt fehl. Aber durch Karin eröffnet sich dem Jungen eine neue Welt. Sie will er um keinen Preis verlieren. Und als durch das Eingreifen der Mutter der gemeinsam geplante Campingaufenthalt zu platzen droht, verliert er den Boden unter den Füßen. Anstatt sich Karin anzuvertrauen, entschließt er sich zu einem Diebstahl.

## Produktion
Der Anruf kam zu spät entstand 1972 im Zuständigkeitsbereich des DDR-Fernsehens, Bereich Unterhaltende Dramatik – HA: Reihenproduktion, Abt. „Der Staatsanwalt hat das Wort“. Für das Szenenbild war Heinz-Helmut Bruder, die Kostüme Ursula Rotte, Dramaturgie Käthe Riemann und die Kommentare Peter Przybylski verantwortlich.